# Hilding Teodor Bååth
Hilding Teodor Bååth, född 18 november 1900 i Göteborg, död 6 februari 1980 i Växjö, var en svensk gymnastikdirektör och konstnär. 
Han var son till docenten och författaren Albert Ulrik Bååth och Lulli Ahlberg och från 1927 gift med Ruth Signe Augusta Rydberg. Bååth var som konstnär autodidakt och var under ett tiotal år en trogen besökare av tyska, franska, engelska och italienska konstmuseer. Separat ställde han ut i Växjö och Mönsterås och han medverkade med gruppen Åtta Kronobergsmålare på Smålands museum i Växjö 1949. Hans konst består av blomvisioner och landskapsmålningar i pastell. 